# Podvracení republiky
Podvracení republiky byl v období komunistického režimu v Československu trestný čin podle § 98 trestního zákona. Podle tohoto paragrafu měl být potrestán ten kdo „z nepřátelství k socialistickému společenskému a státnímu zřízení republiky provádí podvratnou činnost proti jejímu společenskému a státnímu zřízení, proti její územní celistvosti, obranyschopnosti nebo samostatnosti anebo proti jejím mezinárodním zájmům“.
Bylo to jedno z ustanovení zákona, jehož pomocí docházelo k porušování lidských práv. Takto kvalifikována mohla být např. nezákonná výroba a šíření materiálů, které byly podle státní moci nepřátelské k socialistickému zřízení, nebo jakákoli jiná politická nebo veřejná aktivita.
Rozvracení lidovědemokratického zřízení bylo trestným činem již v zákoně na ochranu lidově demokratické republiky č. 231/1948 Sb. Naproti tomu rozvracení republiky je trestným činem, jehož skutková podstata je stále obsažena v § 310 trestního zákoníku.